# The Fields of Athenry
The Fields of Athenry (Os campos de Athenry) é uma célebre canção popular irlandesa. Composta na década de 1970 por Pete St John, muito popular na Irlanda e noutros lugares, converteu-se no hino oficial de organizações, equipas desportivas e na canção característica da Grande fome irlandesa, tema do qual trata a canção.
Na Irlanda quase todas as pessoas conhecem a canção. Os militantes do movimento republicano irlandês por vezes cantam a música com a letra alterada para "Where once we watched the small free birds fly - oh baby, let the free birds fly / Our love was on the wing - Sinn Féin / We had dreams and songs to sing - IRA / It's so lonely round the Fields of Athenry. "
A canção usa-se muito também no âmbito desportivo, cantando-se como coro nos estádios pelos apoiantes do Munster Rugby, London Irish e quase todos os clubes de rugby irlandeses, mas também no futebol pelos adeptos escoceses do Celtic FC, equipa de Glasgow com fortes ligações à Irlanda. Sectores unionistas da Irlanda do Norte adotaram a música, mudando o refrão para Low lie, the fields of Ballynafeigh. "The Fields of Anfield Road" é cantada em Inglaterra pelo adeptos do Liverpool FC, modificando o tema com a história do clube e do seu estádio. Os adeptos do Rangers FC, históricos rivais do Celtic, cantam "A Father's advice", pelo mesmo motivo.
A letra da canção fala da Grande fome irlandesa, e mais precisamente da história de um prisioneiro fictício irlandês que através das paredes da cadeia escutou a conversa entre um homem e a sua companheira, fora dos muros da prisão. O homem vai ser transportado para a colónia penal de Botany Bay, na Austrália por roubar comida para manter a sua família, em situação de pobreza e fome. O homem provavelmente vem de Athenry, como sugerem o título e o refrão da canção, uma vilória no Condado de Galway que nesse período sofreu terrivelmente com a fome. O último verso narra a partida para o navio-prisão, que desaparece no horizonte diante dos olhos das mulheres, tal como a última estrela da noite desaparece.
Em Portugal, as claques do Sporting Clube cantam uma versão desta música em apoio ao seu clube com o título de "A Nossa Força é Brutal".